# Nabunturan
Nabunturan è una municipalità di seconda classe delle Filippine, capoluogo della Provincia di Davao de Oro, nella Regione del Davao.
Nabunturan è formata da 28 baranggay:
- Anislagan
- Antiquera
- Basak
- Bayabas
- Bukal
- Cabacungan
- Cabidianan
- Katipunan
- Libasan
- Linda
- Magading
- Magsaysay
- Mainit
- Manat

- Matilo
- Mipangi
- New Dauis
- New Sibonga
- Ogao
- Pangutosan
- Poblacion
- San Isidro
- San Roque
- San Vicente
- Santa Maria
- Santo Niño (Kao)
- Sasa
- Tagnocon